# Ebenezer Place, Wick
A Ebenezer Place, em Wick, Caithness, Escócia é alegadamente a menor rua do mundo, sendo como tal referida no Guinness Book of Records, e mede apenas 2,06 metros de comprimento. Há apenas um endereço na rua, Ebenezer Place 1, construído em 1883. Ao dono do edifício, um hotel na época, foi pedido que pintasse uma placa no menor lado do hotel. Foi declarado oficialmente como rua em 1887.